# Santa Margherita d’Adige
Santa Margherita d’Adige ist eine Fraktion der italienischen Gemeinde (comune) Borgo Veneto und war bis 2017 eine eigenständige Gemeinde in der Provinz Padua in Venetien. Der Ort liegt etwa 33,5 Kilometer südwestlich von Padua.

## Geschichte
Im Februar 2018 schloss sich Santa Margherita d’Adige mit Saletto und Megliadino San Fidenzio zur Gemeinde Borgo Veneto zusammen.

## Verkehr
Durch die Gemeinde führt die frühere Strada Statale 10 Padana Inferiore (heute eine Regionalstraße) von Turin nach Monselice. In Nord-Süd-Richtung wird zukünftig die von Vicenza nach Rovigo noch im Bau befindliche Verlängerung der Autostrada A31 durch Santa Magherita führen.